# Josiah Burchett

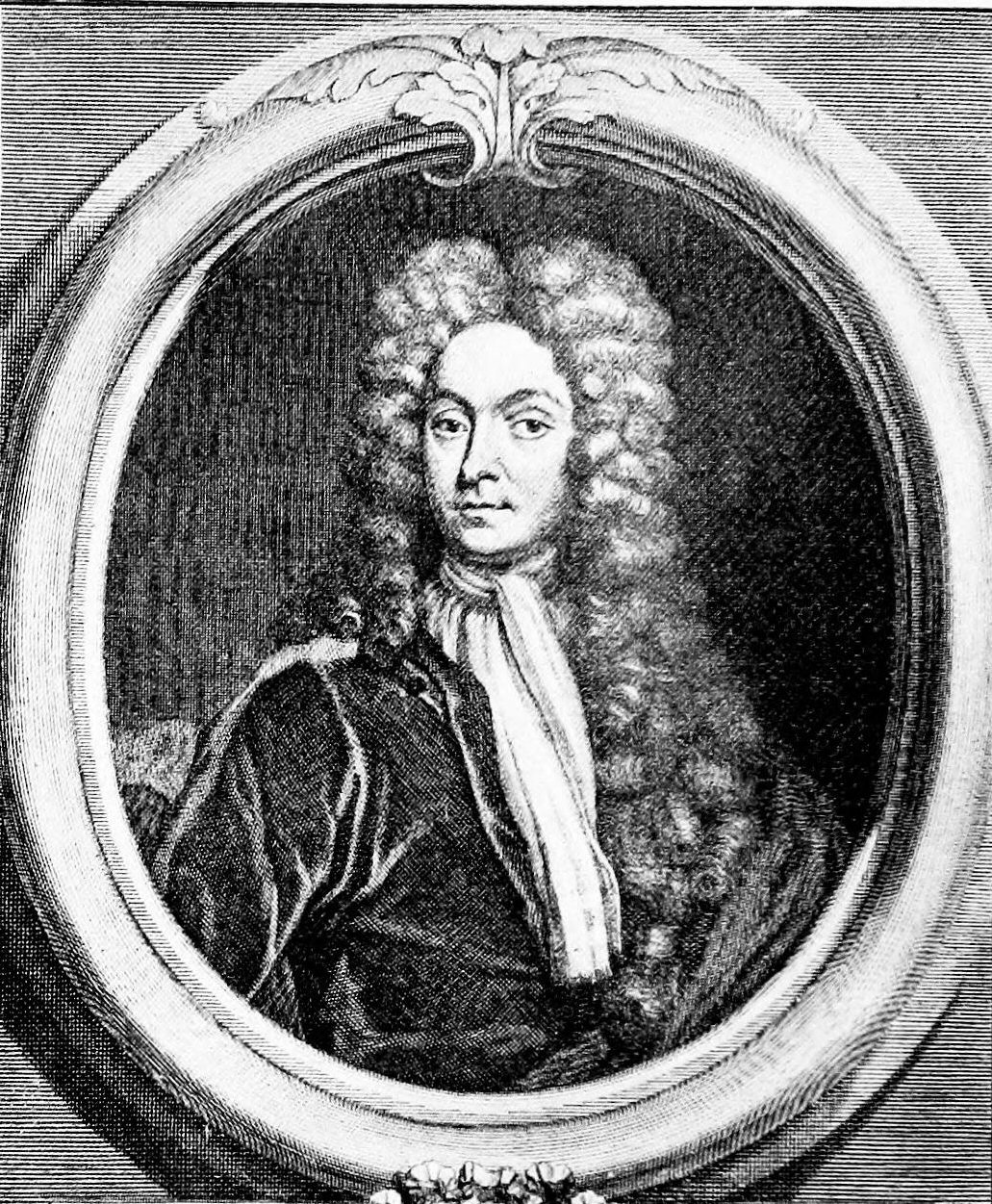
Josiah Burchett

Josiah Burchett (c. 1666 - Hampstead, 2 de octubre de 1746) fue un político e historiador inglés.  
A los 14 años entró al servicio de Samuel Pepys, y despedido por éste por causas desconocidas, se enroló en la armada del almirante Edward Russell, bajo cuyo mando participó durante tres años en la Guerra de los Nueve Años.  En 1694 se le encomendó el empleo de secretario del Almirantazgo Británico, un puesto clave en la administración de la Marina Real Británica que desempeñó hasta su muerte.  Entre 1705-1713 y 1721-1746 fue también diputado del parlamento inglés por el partido whig.
Dejó escritas algunas obras de temática histórica naval: 
- Memoirs of Transactions at Sea during the War with France, 1688-1697 (1703);
- A Complete History of the Most Remarkable Transactions at Sea (1720);
- The Naval History of England, en coautoría junto con Thomas Lediard (1735).